# Julian Piotr Sawiński
Julian Piotr Sawiński (ur. 16 lutego 1951 w Ujściu) – polski pedagog, działacz oświatowy, doktor nauk przyrodniczych, autor licznych publikacji dydaktycznych i edukacyjnych, redaktor naczelny biuletynu Nauczycielska Edukacja Centrum Edukacji Nauczycielskiej w Koszalinie.

## Życiorys
Urodził się w Ujściu koło Chodzieży. Ukończył Liceum Ogólnokształcące w Chodzieży, następnie studiował na kierunku biologiczno-geograficznym w Wyższej Szkole Nauczycielskiej w Słupsku oraz na WSP w Krakowie, gdzie uzyskał tytuł magistra. W latach 1980–1985 odbył studia doktoranckie na Wydziale Geograficzno-Biologicznym WSP w Krakowie. Stopień doktora nauk przyrodniczych uzyskał w 1985 na podstawie obrony rozprawy doktorskiej pt. Struktura czynności obserwacyjnych nauczyciela i ucznia na lekcjach biologii zrealizowanej pod kierunkiem prof. Wiesława Stawińskiego. 
Od 1972 pracuje zawodowo jako nauczyciel. Początkowo w szkołach podstawowych, następnie wyższych stopni, między innymi w Pile i w Krakowie, a od 1977 w Koszalinie. W latach 1983–1990 wykładowca w Studium Nauczycielskim, a w latach 1987-1991 adiunkt w Zakładzie Dydaktyki Biologii WSP (obecnie Akademii Pomorskiej) w Słupsku. Od 1989 był pracownikiem Centrum Doskonalenia Nauczycieli w Warszawie, Oddział Doskonalenia Nauczycieli w Koszalinie. Od 1991 pracuje jako konsultant Wojewódzkiego Ośrodka Metodycznego, a od 1994 w Centrum Edukacji Nauczycielskiej w Koszalinie. Od 2001 jest redaktorem naczelnym biuletynu Centrum Edukacji Nauczycielskiej wydawanego pod nazwą Nauczycielska Edukacja. 
Autor licznych publikacji dydaktycznych o charakterze popularnonaukowym, naukowym, metodycznym i recenzyjnym. W swoim dorobku ma ponad 900 publikacji, w postaci wydawnictw zwartych: 17 książkowych i 63 broszurowych oraz artykułów w czasopismach naukowych i branżowych. Systematycznie publikuje w takich czasopismach jak Biologia w Szkole, Dyrektor Szkoły, Edukacja-Internet-Dialog, Edunews.pl, Głos Nauczycielski, Nowa Szkoła, Życie Szkoły i innych. Jest członkiem Polskiego Stowarzyszenia Nauczycieli Twórczych,  rzeczoznawcą podręczników szkolnych oraz ekspertem ds. awansu zawodowego nauczycieli.
Odznaczony Srebrnym Krzyżem Zasługi oraz Medalem Komisji Edukacji Narodowej. Otrzymał Medal za Zasługi dla Miasta Koszalina oraz Medal za Zasługi dla Polskiego Stowarzyszenia Nauczycieli Twórczych. W 1995 nagrodzony przez Fundację Innowacja w Warszawie tytułem "Nauczyciel Roku".   

## Wybrane publikacje
- Problemy modelowania struktury czynności nauczyciela i uczniów podczas obserwacji na lekcjach biologii. Koszalin: Wydaw. IKN - ODN, 1987, s. 155.
- Struktura czynności nauczyciela i uczniów podczas obserwacji a efekty dydaktyczne nauczania i uczenia się biologii. Koszalin: Wydaw. IKN - ODN, 1988, s. 164.
- Ogród szkolny w nauczaniu środowiska społeczno-przyrodniczego. Warszawa: WSiP, 1991, s. 210. ISBN 83-02-03894-6.
- Bios znaczy życie. Edukacja biologiczna. Poradnik metodyczny do nauczania biologii w liceum. Część I. Warszawa: Wydaw. „Adam”, 2002, s. 92. ISBN 83-7232-361-5.
- Jak motywować do uczenia się i pracy nad sobą? Słowniczek dla nauczycieli - cz. I-III. TRENDY - uczenie się w XXI wieku. Warszawa: CODN, 2005. Brak numerów stron w książce
- Jak uczyć demokracji w szkole? Zarys miniporadnika dla nauczycieli z ćwiczeniami. TRENDY – uczenie się w XXI wieku. Warszawa: CODN, 2007. Brak numerów stron w książce
- Sposoby aktywizowania uczniów w szkole XXI wieku. Pytania, refleksje, dobre rady. Poradnik dla nauczycieli.. Warszawa: Wydaw. Difin, 2014. ISBN 978-83-7930-486-8. Brak numerów stron w książce
- Jak w szkole uczyć myślenia i ładnego mówienia? Akademia Zarządzania. „Dyrektor Szkoły”. 11/2011. s. 33-43.
- Jak wywołać szkolną przedsiębiorczość? Scenariusz szkolenia nauczycieli. „Dyrektor Szkoły”. 6/2012. s. 31-38.